# Patrik Bergström
Patrik Bergström, född 3 augusti 1983 i Piteå, är en svensk före detta ishockeyspelare.